# Lorrayna Marys
Lorrayna Marys da Silva (Taubaté, 19 de junho de 1999) é uma voleibolista indoor brasileira, atuante na posição de Oposto, canhota, com marca de alcance de 306 cm  no ataque e 286 cm  no bloqueio, que sagrou-se medalhista de ouro no Campeonato Sul-Americano Juvenil de 2016 no Brasil e nos Jogos Pan-Americanos Júnior de 2021 na Colômbia.

## Carreira
Os primeiros contatos com o voleibol deu-se em sua cidade, e iniciou nas categorias de base do Taubaté Vôlei.Despertou o interesse do Esporte Clube Pinheiros para integrar seu elenco na categoria infantojuvenil em 2014 e neste mesmo ano surgiu sua primeira convocação para Seleção Brasileira, na categoria infantojuvenil, e não tendo continuidade a princípio. Em março de 2015  integrou a Seleção Paulista  e foi vice-campeã do Campeonato Brasileiro de Seleções Estaduais, onde foi vice-campeã, sendo novamente convocada para Seleção Brasileira em preparação para o Mundial Infantojuvenil e participou de uma excursão pela Europa, pela República Checa, Rússia e Itália, e no referido mundial que foi sediado em Lima, finalizou na décima primeira posição.
Foi convocada para seleção brasileira, para representar o país no Campeonato Sul-Americano Juvenil de 2016 em Uberaba quando conquistou a medalha de ouro e premiada como a melhor jogadora (MVP) e melhor oposto da competiçãoe disputou o Mundial Juvenil de 2017 nas cidades mexicanas de Boca del Río e Córdoba, terminando na quinta posição.
A partir de 2016 promovida a categoria juvenil no Esporte Clube Pinheiros, passando a fazer parte do elenco profissional desde a temporada 2017-18 a 2019-20. Em 2018 atuando pela Atlética Unip que representou o país na I edição do FISU America Games, equivalente aos Jogos Pan-Americanos voltado para o esporte universitário, conquistando a medalha de ouro.
Na temporada 2020-21 é contratada pelo Barueri Volleyball Club sob comando do técnico José Roberto Guimarães.Em 2021 foi convocada para seleção brasileira, categoria Sub-23, para disputa dos Jogos Pan-Americanos Júnior de 2021 em Cáli e conquistou de forma invicta a medalha de ouro e foi premiada como a melhor oposto da edição.

## Títulos e resultados
- Campeonato Paulista:2021

## Premiações individuais
- Melhor Oposto dos Jogos Pan-Americanos Júnior de 2021
- MVP do Campeonato Sul-Americano Juvenil de 2016
- Melhor Oposto do Campeonato Sul-Americano Juvenil de 2016